# Тімон Вайнер
Тімон Морітц Вайнер (нім. Timon Moritz Weiner, нар. 18 січня 1999, Ессен, Німеччина) — німецький футболіст, воротар клубу «Гольштайн».

## Ігрова кар'єра

### Клубна
Тімон Вайнер почав займатися футболом у школі клубу «Рот-Вайс» зі свого рідного міста Ессен. Пізніше він грав у молодіжних командах клубів «Дуйсбург» та «Шальке 04».
Не отримавши професійонального контракту у «Шальке 04», влітку 2018 року воротар перейшов до клубу Другої Бундесліги «Гольштайн» з міста Кіль. З 2018 року Вайнер був у команді резервним воротарем, грав за дублюючий склад у Регіональній лізі. Сезон 2020/21 футболіст провів в оренді у клубі Ліги 3 «Магдебург». Але за весь час не зіграв за команду жодного матчу і по завершенню терміну оренди повернувся до «Гольштайна».
Дебют Вайнера в основі «Гольштайна» відбувся в останньому турі сезоні 2022/23 Другої Бундесліги. З наступного сезону Вайнер зайняв місце основного воротаря команди і зробив вагомий внесок в досягненні команди - друге місце в Другій Бундеслізі і «Гольштайн» вперше в своїй історії вийшов до вищого дивізіону чемпіонату Німеччини.
24 серпня 2024 року у матчі проти «Гоффенгайм 1899» Тімон Вайнер дебютував у Першій Бундеслізі і вже на п'ятій хвилині матчу отримав жовту картку.

### Збірна
З 2013 року Тімон Вайнер виступав за юнацькі збірні Німеччини всіх вікових категорій.